# Gherla
Gherla là một thị xã thuộc hạt Cluj, România. Dân số thời điểm năm 2002 là 24030 người.